# Rudolf Pannier

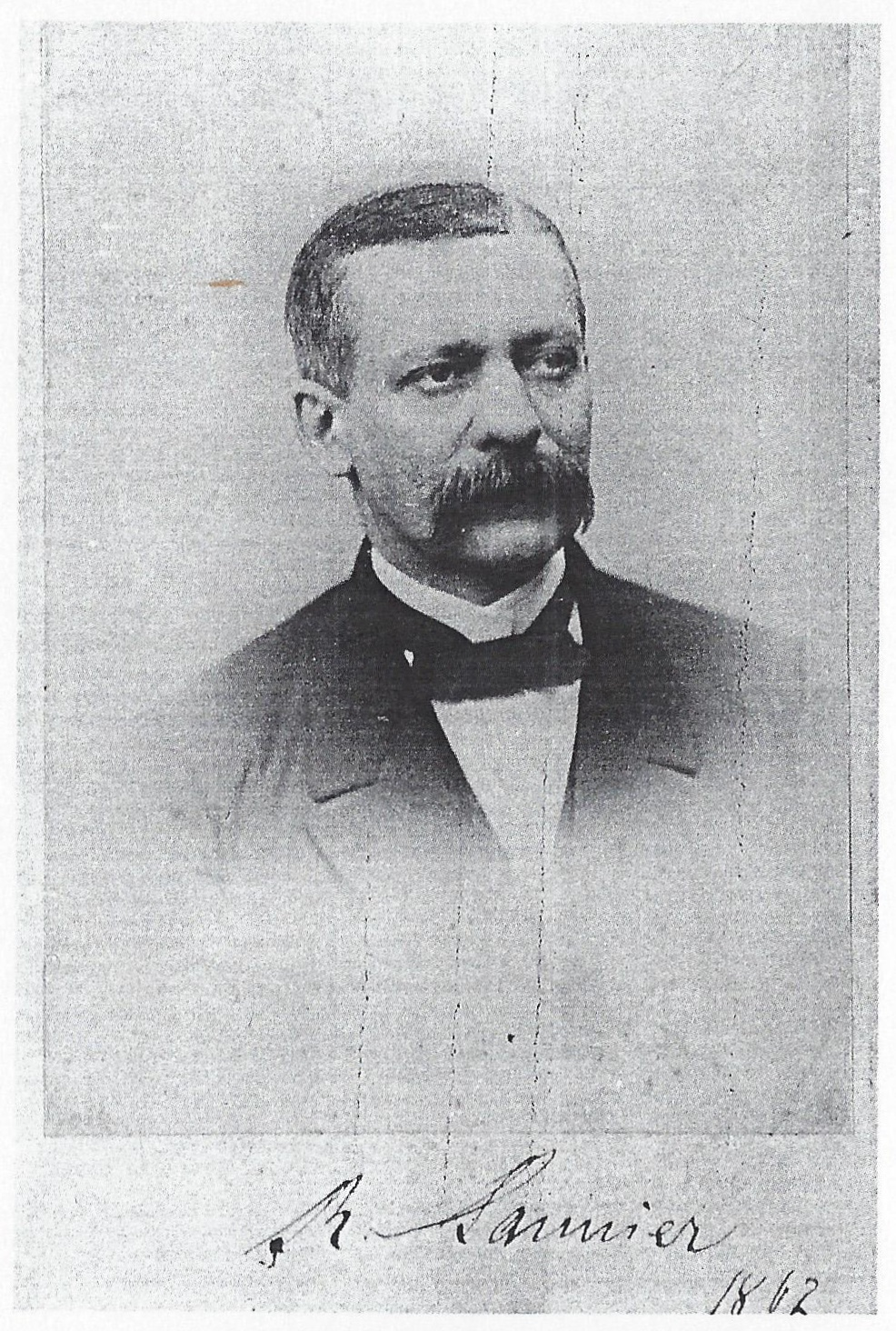
Rudolf Pannier (1862)

Rudolf Pannier (* 31. August 1821 in Zerbst; † 12. Dezember 1897 in Berlin) war Jurist und Mitglied des Reichstags des Norddeutschen Bundes.

## Leben
Pannier studierte an der Ruprecht-Karls-Universität Heidelberg Rechtswissenschaft und wurde 1841 im Corps Guestphalia Heidelberg aktiv. Er war Kreisgerichtsrat und Gerichtsdirektor in Oranienburg. Danach war er erst Kreisgerichtsdirektor und dann Präsident des Landgerichts II Berlin und engagierte sich für die Errichtung eines Amtsgerichtes in Rixdorf.
Von 1861 bis 1866 war er Mitglied des Preußischen Abgeordnetenhauses für den Wahlkreis Nieder- und Oberbarnim. Hier gehörte er zunächst der Fraktion von Vincke an und ab 1863 der Fraktion Linkes Centrum. Ferner war er Mitbegründer der Nationalliberalen Partei und 1867 Mitglied des Konstituierenden Reichstags des Norddeutschen Bundes für den Wahlkreis Potsdam 5 (Oberbarnim).
1894 wurde im damaligen Rixdorf (heute der Ortsteil Berlin-Neukölln) die Pannierstraße nach ihm benannt.